# Ascorhynchus castellioides
Ascorhynchus castellioides là một loài nhện biển trong họ Ascorhynchidae. Loài này thuộc chi Ascorhynchus. Ascorhynchus castellioides được miêu tả khoa học năm 1957 bởi Stock.